# (6788) 1991 PH15
(6788) 1991 PH15 est un astéroïde de la ceinture principale découvert en 1991.

## Description
(6788) 1991 PH15 a été découvert le 7 août 1991 à l'observatoire Palomar, situé au nord de San Diego en Californie, par H. E. Holt.

### Caractéristiques orbitales
L'orbite de cet astéroïde est caractérisée par un demi-grand axe de 2,35 UA, un périhélie de 1,92 UA, une excentricité de 0,18 et une inclinaison de 0,69° par rapport à l'écliptique. Du fait de ces caractéristiques, à savoir un demi-grand axe compris entre 2 et 3,2 UA et un périhélie supérieur à 1,666 UA, il est classé, selon la JPL Small-Body Database, comme objet de la ceinture principale.

### Caractéristiques physiques
(6788) 1991 PH15 a une magnitude absolue (H) de 14,0 et un albédo estimé à 0,297.